# Mińków
Mińków, Minków – dawny folwark na Białorusi, w obwodzie grodzieńskim, w rejonie świsłockim, w sielsowiecie Porozów. Leżał około 3 km na północ od wsi Nowosady, do której tereny te obecnie należą.
W dwudziestoleciu międzywojennym miejscowość leżała w Polsce, w województwie białostockim, w powiecie wołkowyskim, w gminie Porozów. 16 października 1933 utworzyła gromadę Mińków w gminie Porozów, obejmującą miejscowości Mińków i Ciemny Gaj. Po II wojnie światowej weszła w struktury ZSRR.
Obecnie po folwarku nie pozostało nic.